# Жеребьи
Же́ребьи — крупные рубленные куски свинца неправильной формы, используемые до начала XX века для отстрела крупных зверей. Жеребьи годились для стрельбы лишь на близкое расстояние, так как в противном случае сильно разлетались, однако, в любом случае, по боевым свойствам во многом уступали охотничьей картечи.